# Manfred Waldemar Kohl
Manfred Waldemar Kohl (* zwischen 1939 und 1945 in Deutschland) ist ein aus Deutschland stammender Theologe und Publizist in den USA.

## Leben
Kohl wurde während des Zweiten Weltkrieges in Deutschland geboren.
Nach Schulbesuch in Deutschland, England und den USA erwarb er den Master und den Doktor in Theologie. Zuerst wurde er Pastor in Massachusetts, danach arbeitete er für World Vision, für das er ab 1979 World Vision Deutschland gründete. 1993 wechselte er zu Overseas Council International, wo er Vizepräsident wurde. Die Organisation hat Partnerschaften mit mehr als 100 Bibelschulen und theologischen Seminaren in der nicht-westlichen Welt und stattet leitende christliche Personen aus. Für diese ist er seit 2010 als Sonderbotschafter tätig. Er ist im Vorstand von Peacemaker Ministries.
Er ist verheiratet mit Barbara aus Nova Scotia, wo das Ehepaar jetzt lebt. Die beiden haben zwei erwachsene Söhne.

## Werke
- The church in the Philippines: a research project with special emphasis on theological education, 2005
- Educating for Tomorrow: Theological Leadership for the Asian Context. SAIACS Press 2002, ISBN 81-87712-06-6.
- Motivation – Designation. In: George Huntston Williams, Rodney Lawrence Petersen, Calvin Augustine Pater: The contentious triangle: church, state, and university : a festschrift in honor of Professor George Huntston Williams. Truman State Univ. Press, 1999, ISBN 0-943549-58-2, ISBN 978-0-943549-58-3.
- (als Hrsg.): Kinder der Welt sagen danke. Hänssler Verlag, Stuttgart-Neuhausen 1990
- Menschenskinder: Hilfe Direkt. Hänssler Verlag, Stuttgart-Neuhausen 1985, ISBN 3-7751-1073-9, ISBN 978-3-7751-1073-0.
- Congregationalism in America Congregational Press, Oak Creek, WI
- Spener’s Pia Desideria. The Programmschrif of Pietism. In: Covenant Quarterly 34 / 1–2, 1976, 61–78.
- Pietism as a Movement of Revival. In: Covenant Quarterly 33/3, 1975, 3–23
- „Wiedergeburt“ as the Central Theme in Pietism. In: Covenant Quarterly 32/4, 1974, 15–35
- Lagoon in the Pacific: The story of Truk. Publications Committee of the Liebenzell Mission 1971
- Studies in Pietism. A Bibliographical Survey of Research Since 1958/1959. PhD thesis, Harvard Divinity School 1969
- Caspar Schwenckfeld von Ossig and the Schwenkfelders: Bibliography
- The Liebenzell Mission
- Newsletter of the church history department for Harvard doctoral alumni in church history and related fields, January, 1971